# Дилатация камер сердца
Дилатация камер сердца — патологическое состояние, сопровождающееся увеличением объёма камер сердца без изменения толщины сердечной стенки.
Как правило, данное состояние не является самостоятельным заболеванием, а указывает на врождённую или приобретённую патологию.
Дилатация левого предсердия часто возникает в результате устойчивого повышения давления в большом круге кровообращения из-за постоянных тяжелых физических нагрузок, и говорит о состоянии перегрузки сердца.
Дилатация правого предсердия возникает как компенсаторная реакция сердца на повышения давления в малом (легочном) круге кровообращения. Обычно в результате хронических бронхо-легочных заболеваний, сопровождающихся спазмами мускулатуры бронхов (в таком случае дилатация является частью комплексной патологии легочного сердца); реже — в результате патологий кровеносных сосудов легких, легочной гипертензии. Другой причиной развития дилатации являются инфекционные заболевания сердца.
Дилатация левого желудочка возникает при возникновении патологии миокарда, или при перегрузке объёмом, чаще всего, в этом случае причиной является аортальный стеноз.
Дилатация правого желудочка также может развиваться при патологии миокарда и при перегрузке объёмом крови, причиной которой являются пороки сердца, как врождённые, так и приобретённые. В частности к дилатации правого желудочка сердца может приводить дефект межпредсердной перегородки, при недостаточности трикуспидального клапана, при недостаточности пульмонального клапана, и ряде других патологий.
В случае устранения причины дилатации, камера может уменьшиться в размерах, вплоть до нормальных. В случае хронического воздействия неблагоприятных факторов происходит фиброзные изменения тканей, формируется дилатационная гипертрофия (увеличение объёма и утолщение стенок). Как дилатация, так и гипертрофия сопровождаются нарастающей сердечной недостаточностью (снижением ФВ). Лечение сводится к борьбе с основным заболеванием, приведшим к дилатации. Иногда показано хирургическое вмешательство, но при сохранении основного заболевания выживаемость не увеличивается. В тяжелых случаях (сопровождающихся прогрессирующей сердечной недостаточностью) показана пересадка сердца.